# Gérald Véniard
Gérald Véniard, né le 19 août 1970, est un navigateur et un skipper professionnel français.

## Biographie
Il habite à La Rochelle en Charente-Maritime.
Il participe au circuit Figaro sous les couleurs de Scutum de 2004 à 2007.
En 2008, la MACIF met en place, avec Gérald Véniard, le programme « Skipper Macif » visant à sponsoriser un skipper pendant 2 saisons. En 2009 Éric Péron le rejoint dans le programme « Skipper Macif ». Gérald Véniard est remplacé en 2010 par François Gabart.
En 2010, il participe à la transat AG2R avec Jeanne Grégoire sur le Figaro Banque Populaire puis aide Arnaud Boissières à préparer la Route du Rhum sur son monocoque 60 pieds.
En 2011, il participe au Tour de France à la Voile avec Cédric Pouligny sur le M34 BAEsystems powered by Oman Sail, puis à la Transat Jacques Vabre aux côtés de Arnaud Boissières, sur Akena Verandas, avec le soutien du groupe Scutum.

## Palmarès

### Solitaire du Figaro
- 2007 : 7e
- 2006 : 3e sur Scutum avec deux victoires d'étape[1],[2]
- 2005 : 11e
- 2004 : 16e

### Tour de France à la voile
- 2013 : 4e avec Cédric Pouligny comme skipper
- 2012 : 4e avec Cédric Pouligny comme skipper
- 2011 : 5e avec Cédric Pouligny comme skipper
- 2005 : 5e avec Cédric Pouligny comme skipper
- 2003 : 5e avec Maxime Paul comme skipper
- 2002 : 4e

### Transat AG2R
- 2012 : 3e avec Jeanne Grégoire sur Banque Populaire
- 2010 : 2e avec Jeanne Grégoire sur Banque Populaire[3]
- 2006 : 3e avec Jeanne Grégoire sur Banque Populaire[4]
- 2004 : 16e avec Yannick Bestaven sur Charente-Maritime Scutum

### Divers
- 2023 avec Arnaud Boissières sur La Mie Câline :
  - 23e sur 40 inscrits, de la Transat Jacques-Vabre en 15 j 3 h 20 min 45 s
  - 16e du Défi Azimut-Lorient Agglomération
  - 13e de la Rollex Fastnet Race
  - 7e de la Guyader Bermudes 1000 Race

- 2013 : 2e en IRC 2 FASNET RACE
- 2012 : 2e de la MED race en M34 BAE SYSTEM (Tactitien/navigateur)
- 2011 : démâtage et abandon dans la Transat Jacques-Vabre avec Arnaud Boissières sur Akéna Vérandas
- 2009 : 5e de la transat BPE
- 2008 : vainqueur de la Solo Portsdefrance.com
- 2007 :
  - vainqueur de la Solo Portsdefrance.com
  - vainqueur de la solo Figaro Les Sables
- 2006 :
  - 9e de la Solitaire de la Méditerranée
- 2005 :
  - vainqueur du Trophée UNCL IRC
  - 12e de la Generali Solo
  - 9e du tour de Bretagne à la voile avec Cédric Pouligny (skipper)
  - 8e de la Route du Ponant
  - 8e du championnat de France de course au large en solitaire
- 2004 : 1er de la Massilia Mono Cupen Melges 24 avec Bruno Jourdren (skipper)
- 2003 : 8e de la transat BPE avec Jeanne Grégoire
- 2002 :
  - 4e du championnat du monde de Melges 24
  - 2e de la SNIM en Melges 24 (tacticien)
- 2001 :
  - vainqueur de la semaine internationale de voile de La Rochelle en Melges 24
  - 1er du championnat d'Europe de Melges 24 et avec Cédric Pouligny (skipper)[1]
  - 7e du championnat du monde de Melges 24 avec Cédric Pouligny (skipper)
- 2000 :
  - vainqueur de la semaine internationale de voile de La Rochelle en Melges 24
  - 3e du championnat du monde de Melges 24 avec Cédric Pouligny (skipper)[1]